# Abel Hernández
Abel Mathías Hernández Platero (ur. 8 sierpnia 1990 w Pando) – urugwajski piłkarz, występujący na pozycji napastnika w urugwajskim klubie Peñarol.
Zanim trafił do Włoch występował w urugwajskim Peñarolu. W Palermo zadebiutował 15 marca 2009 w wygranym 5:2 meczu z Lecce. Hernández występował również w reprezentacji Urugwaju, w której zadebiutował 11 sierpnia 2010 w zwycięskim 2:0 towarzyskim spotkaniu z Angolą.